# Historic Core
Historic Core – dzielnica w śródmieściu Los Angeles w Kalifornii w USA o powierzchni 0,72 km² i liczbie ludności 3284 mieszkańców. Przed II wojną światową centrum miasta.

## Położenie
Historic Core ograniczone jest ulicami: Hill Street, 7th Street, Los Angeles Street i 2nd Street. Od północy graniczy z Civic Center, od wschodu z Toy District.

## Historia
Po II wojnie światowej po przenosinach instytucji finansowych dzielnica zaczęła podupadać, w latach 50. stała się centrum rozrywki latynoskiej w mieście. W latach 60. i 70. poważnym problemem dzielnicy stała się narkomania i wojny narkotykowe gangów. Od lat 90. dzielnica jest rewitalizowana.

## Transport
W zachodniej części znajduje się stacja czerwonej i fioletowej linii metra Pershing Square. Jest także dobrze funkcjonująca komunikacja autobusowa.